# Бакинський нафтогазоносний район

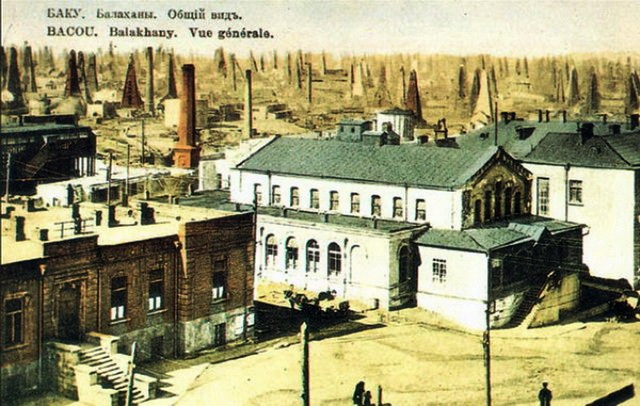
Листівка 1863 року. Балхани, звідки нафта доставлялася на Бакинські нафтопереробні заводи

Бакинський нафтогазоносний район — економічний район в Азербайджані по видобутку нафти і газу, розташований на Апшеронському півострові з прилеглою акваторією Каспійського моря.

## Історія
Див. докладно Історія нафтогазовидобування на Апшероні
Промислова розробка почалася у другій половині XIX століття.

## Характеристика
Нафтові і газові родовища (більше за 30) укладені в пластах пісків, пісковиків неогенового і палеогенового віку, зім'ятих в складні складки (брахіантикліналі), часто ускладнені діапірами. Поклади нафти і газу поширені до глибини 4500 м. Основні родовища — «Нафтові камені», Бахарське родовище, Сангачали-море, Бібі-Ейбат, Сурахани, Балахано-Сабунчі-Романи, Бінагади, Кара-Чухур, Лок-Батан, Карадаг та ін.

## Технологія розробки
Розробляється свердловинами, пробуреними на морі. За 100 років експлуатації видобуто більше 1 млрд т нафти.